# 王起峩
王起峩（1607年3月14日—1644年12月14日），字眉鐘，亦字如蘇，四川潼川州安岳縣人，崇禎十三年庚辰科進士。

## 生平
崇祯六年（1633年）癸酉科第六十五名舉人，崇禎十三年（1640年）庚辰科書四房會試第215名進士，殿試三甲164名，戶部觀政，授戶部主事，居家，張獻忠陷蜀，舉義兵萬餘戰，歿於陣。諡忠愍（或作烈愍）。

## 家族
曾祖王貴傑；祖王弟（庠生）；父王勳臣。